# Acer truncatum
Acer truncatum là một loài thực vật có hoa trong họ Bồ hòn. Loài này được Bunge mô tả khoa học đầu tiên năm 1833.

## Hình ảnh

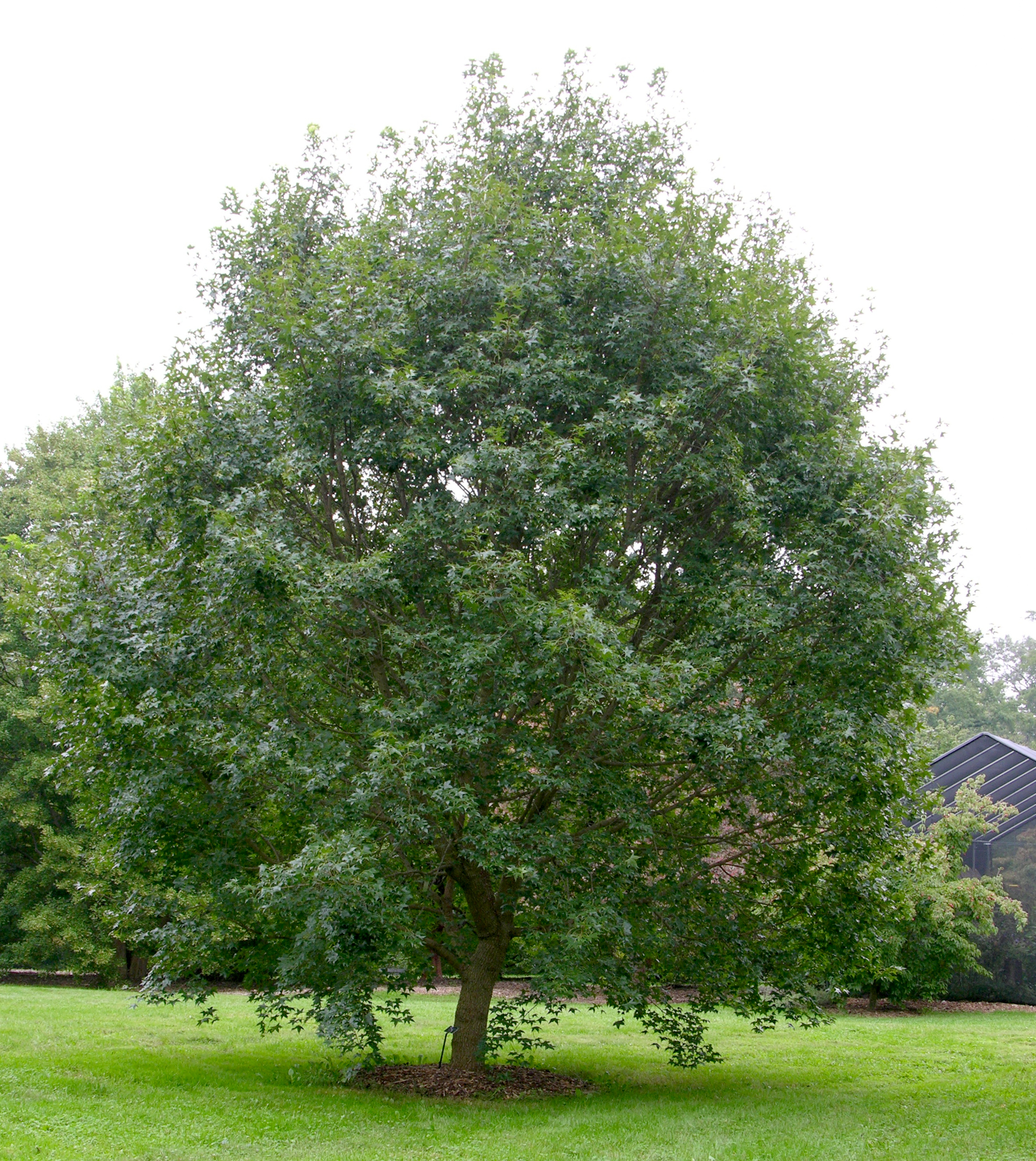
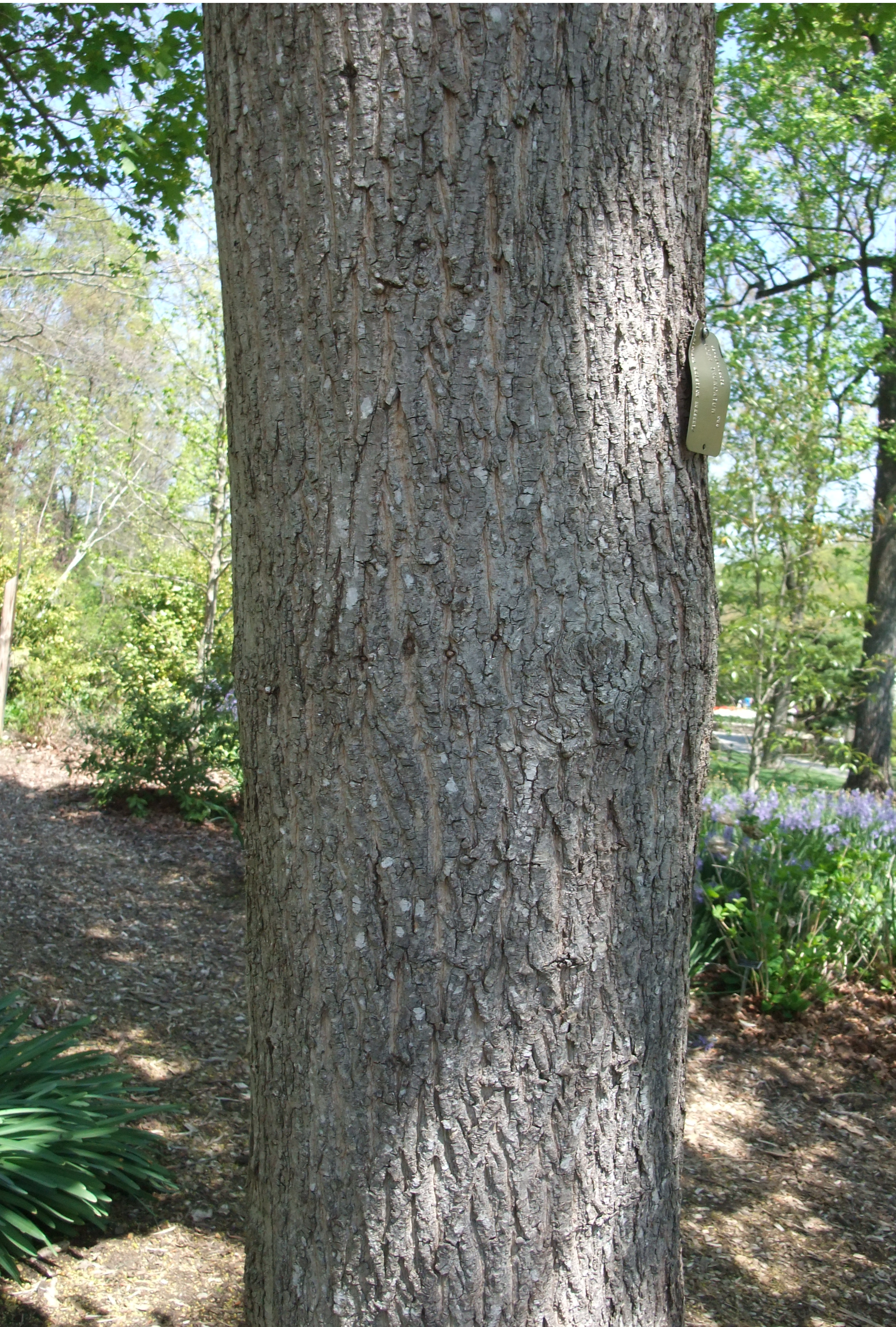
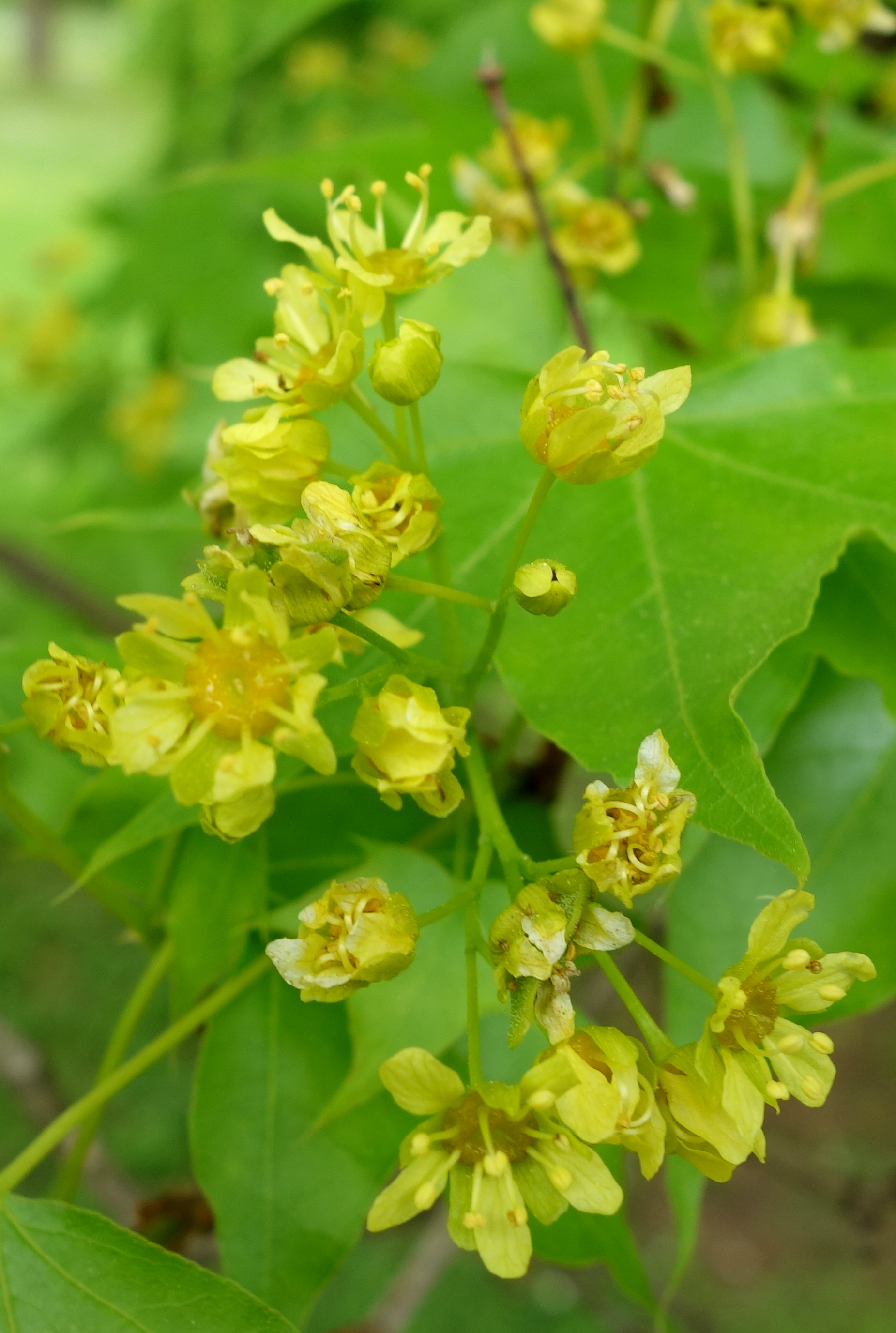
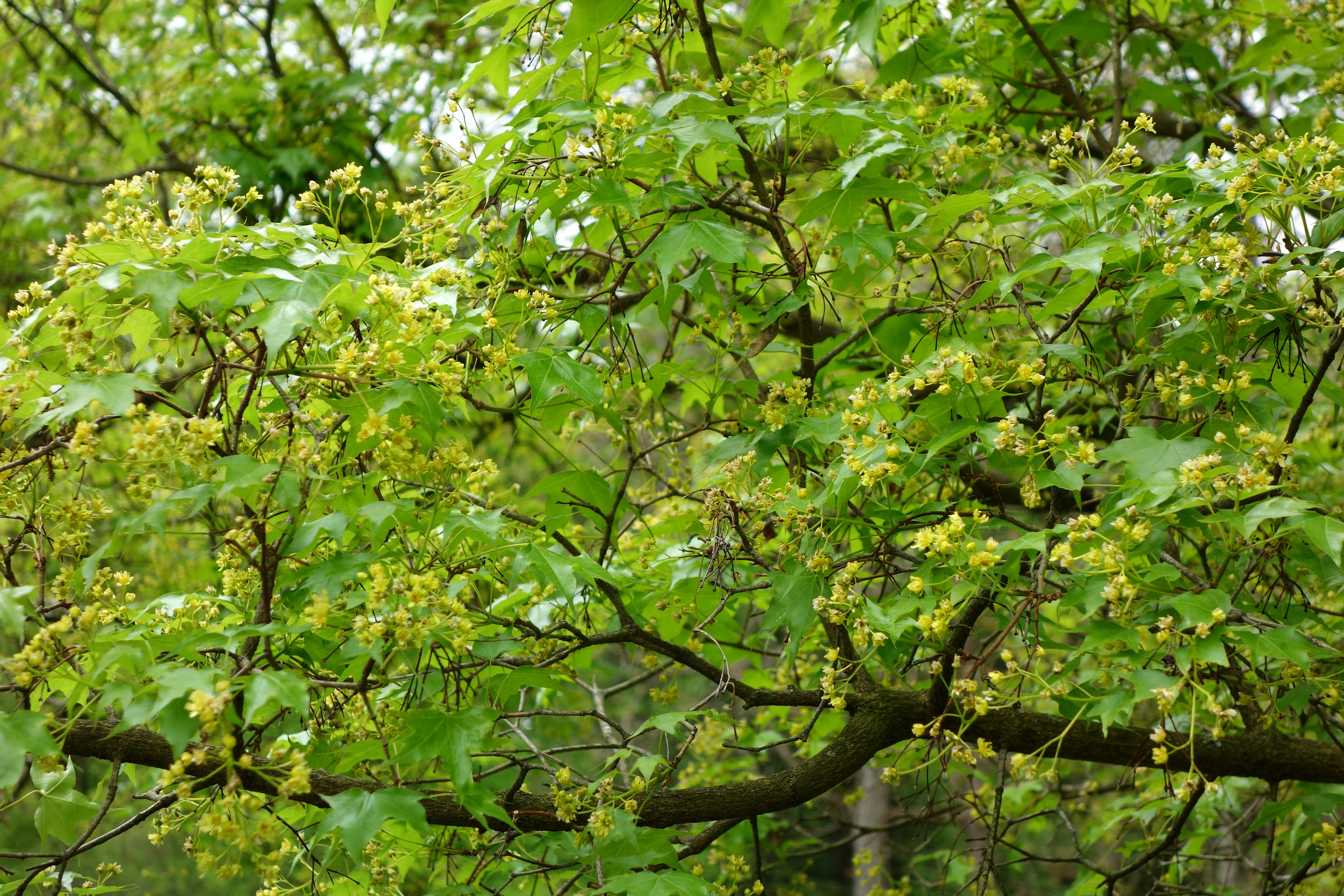